# Hi-end

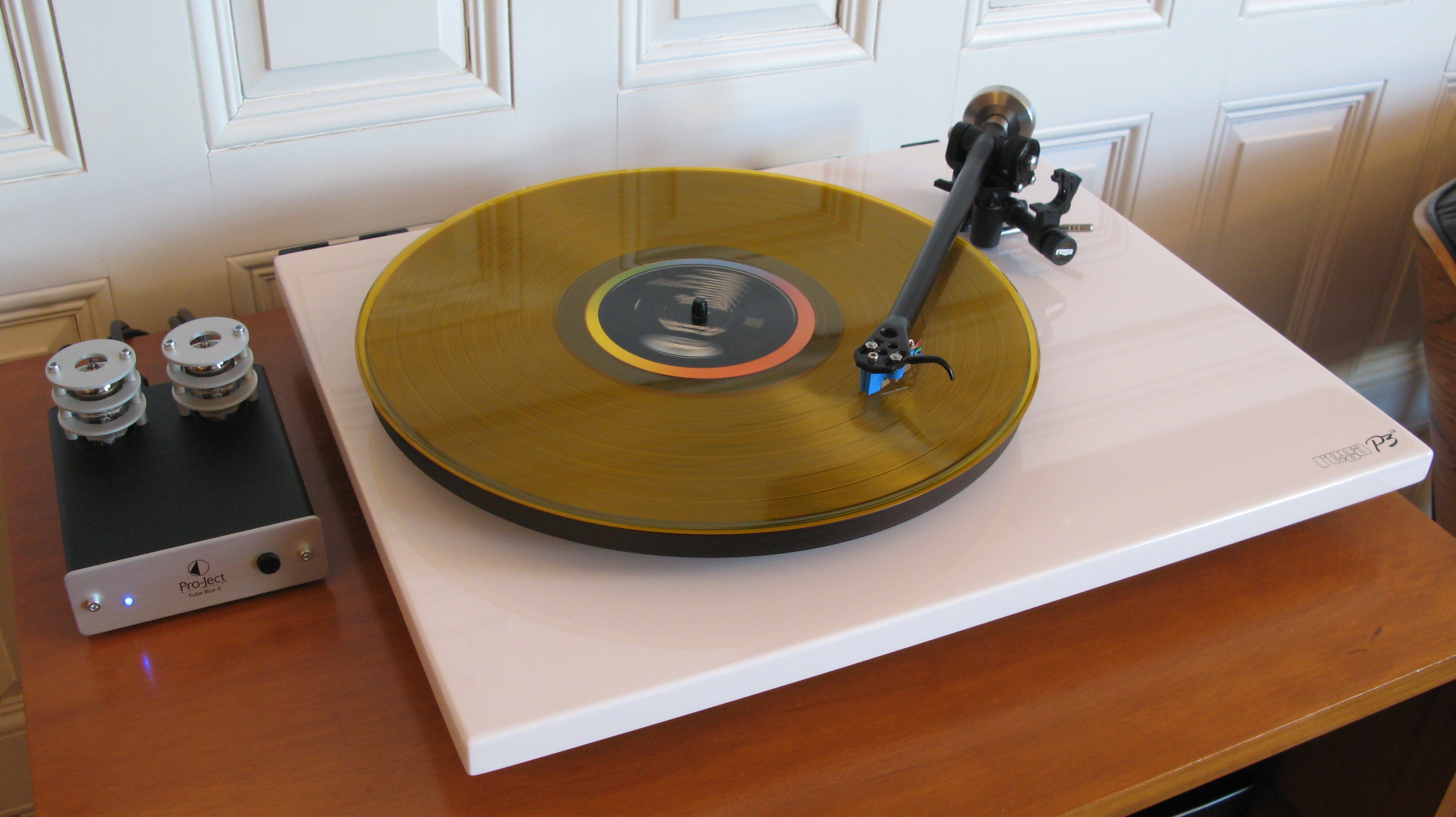
Giradischi Rega P3 bianco e preamplificatore Pro-Ject TubeBox II, con vinile colorato.

Si definisce hi-end o high-end audio (lett. "audio di fascia alta") la categoria dei prodotti audio di maggior qualità e dal prezzo più elevato, solitamente dedicata alle esigenze degli audiofili.

## Definizione e origine
L'origine del termine viene attribuita ad Harry Pearson, fondatore della rivista statunitense The Absolute Sound. La distinzione del termine rispetto ad alta fedeltà (Hi-Fi) non è ben definita, ma secondo alcuni tecnici del settore, la "fascia alta" potrebbe essere definita come «un dispositivo al di sotto del quale non si può andare, per prezzo e prestazioni, senza compromettere la qualità del suono».
Originariamente identificava un settore di mercato in cui operavano produttori di sistemi per la riproduzione audio allo stato dell'arte. Considerata espressione massima dell'Hi-Fi, si differenzia da questa principalmente per non avere particolari vincoli di costo nel progetto e ingegnerizzazione dell'apparecchiatura.

## Descrizione
L'obiettivo del costruttore è tentare di ottenere le massime prestazioni in quel momento possibili, utilizzando quanto di meglio offre la tecnologia, indipendentemente dal costo.
In questa nicchia di mercato operano costruttori con filosofie anche molto diverse, dalla produzione artigianale in piccolissima serie fatta interamente a mano, utilizzando materiali inusuali a volte innovativi, alla produzione in serie limitata e magari numerata. In tutti i casi, i costi finali risultano molto elevati. Il grado di affidabilità di queste apparecchiature viene però considerato tale che alcuni costruttori le garantiscono a vita. In questo mercato di nicchia operano anche innumerevoli piccole aziende fornitrici di un'ampia gamma di accessori di complemento agli impianti audio, dai tavoli di supporto per gli apparecchi ai distanziali per i diffusori acustici eccetera.
In questa categoria, non rientrano solo i manufatti, ma possono rientrarvi (non necessariamente combinati fra loro) anche il design, l'arte, la tecnica, i materiali costruttivi, nonché le opere dell'ingegno.

## Valutazione della fedeltà
La fedeltà della riproduzione del suono può essere valutata mediante l'udito o mediante misurazioni del sistema audio. Il senso dell’udito umano è soggettivo e difficile da definire. La psicoacustica è una divisione dell'acustica che studia questo campo.
Le misurazioni possono tuttavia essere ingannevoli poiché i valori di determinate caratteristiche tecniche non offrono necessariamente una buona rappresentazione di come suona l'apparecchiatura. Per esempio, alcuni amplificatori a valvole producono quantità maggiori di distorsione armonica totale, ma questo tipo di distorsione non disturba l'orecchio quanto le distorsioni di ordine superiore prodotte da apparecchiature a transistor mal progettate.
La validità di alcuni prodotti viene spesso messa in dubbio. Questo riguarda spesso accessori come ad esempio cavi degli altoparlanti che utilizzano materiali esotici (come rame privo di ossigeno) e stravaganti geometrie di costruzione, supporti per cavi per sollevarli dal pavimento (come un modo per controllare le vibrazioni indotte meccanicamente), connettori, spray e altre modifiche.